# Tectaria vitiensis
Tectaria vitiensis är en ormbunkeart som beskrevs av Garth Brownlie.
Tectaria vitiensis ingår i släktet Tectaria och familjen Tectariaceae. Inga underarter finns listade i Catalogue of Life.